# Vilmos Énekes
Vilmos Énekes (ur. 28 lutego 1915, zm. 7 grudnia 1990) – węgierski bokser, mistrz Europy.
Startując w Mistrzostwach Europy w Mediolanie 1937 roku, zdobył złoty medal w kategorii muszej.
Był młodszym bratem Istvána, mistrza olimpijskiego z Los Angeles 1932 roku.